# Glewitz
Glewitz är en kommun och ort i Landkreis Vorpommern-Rügen i förbundslandet Mecklenburg-Vorpommern i Tyskland.
Kommunen ingår i kommunalförbundet Amt Franzburg-Richtenberg tillsammans med kommunerna Franzburg, Gremersdorf-Buchholz, Millienhagen-Oebelitz, Papenhagen, Richtenberg, Splietsdorf, Velgast, Weitenhagen och Wendisch Baggendorf.